# Анкаты (Сырымский район)
Анкаты (каз. Аңқаты) — село в Сырымском районе Западно-Казахстанской области Казахстана. Входит в состав Шолаканкатынского сельского округа. Код КАТО — 275859200.

## Население
В 1999 году население села составляло 623 человека (314 мужчин и 309 женщин). По данным переписи 2009 года, в селе проживали 304 человека (158 мужчин и 146 женщин).